# Vladimir Vlasenko
Vladimir Georgievič Vlasenko (in russo Владимир Георгиевич Власенко?; trasl. angl. Vladimir Vlasenko; San Pietroburgo, 14 gennaio 1881 – ...) è stato un calciatore russo, di ruolo centrocampista.

## Carriera

### Club
Giocò con il Merkur, società di San Pietroburgo.

### Nazionale
Non disputò mai alcuna partita con la Nazionale russa tuttavia venne convocato nella rosa che prese parte ai Giochi olimpici del 1912.